# Santa Ana de Yusguare
Santa Ana de Yusguare é uma cidade hondurenha do departamento de Choluteca.